# Frank Seno
Frank John Seno (* 15. Februar 1921 in Mendota, Illinois; † 3. März 1974 in Bellwood, Illinois) war ein US-amerikanischer American-Football-Spieler. Er spielte als Runningback und Defensive Back in der National Football League (NFL), unter anderem bei den Washington Redskins.

## Laufbahn
Frank Seno war bereits auf der Highschool als Football- und Basketballspieler sowie als Leichtathlet aktiv. Aufgrund seiner sportlichen Leistungen wurde er von seiner Schule mehrfach ausgezeichnet. In den Jahren 1940 und 1941 erfolgte seine Nominierung in die Footballstaatsauswahl. Nach seinem Schulabschluss erhielt er ein Stipendium an der George Washington University. Nach zwei Studienjahren stellte das College aufgrund des Zweiten Weltkriegs den Spielbetrieb ein. Noch während seiner Studienzeit erhielt er ein Vertragsangebot der Washington Redskins, welches er annahm. Nach zwei Spieljahren in Washington, D.C. wechselte Seno zu den Chicago Cardinals. Für die Spieljahre 1947 und 1948 schloss er sich den Boston Yanks an, um seine Karriere nach einer weiteren Saison bei den Redskins im Jahr 1949 zu beenden.
Seno war der Halter zahlreicher Jahresbestleistungen. 1944 erzielte er durch einen Punt-Return in einem Spiel der Redskins gegen die Boston Yanks einen Raumgewinn von 60 Yards. 1945 erzielte er als Spieler der Chicago Cardinals mit 19 Kickoff-Returns einen Raumgewinn von 408 Yards. Sein weitester Kickoff-Return, von 105 Yards aus dem Jahr 1946, war zehn Jahre lang die NFL-Bestleistung. 1947 konnte er zehn Pässe der gegnerischen Quarterbacks abfangen. Er war im Jahr 1947 der erste Spieler der NFL, der in sechs aufeinanderfolgenden Spielen mind. eine Interception erzielte.

## Nach der Laufbahn
Frank Seno war nach seiner Laufbahn Geschäftsmann in Bellwood. Er war verheiratet und hatte drei Kinder. Seno starb an einem Herzinfarkt und ist auf dem Queen of Heaven Catholic Cemetery in Hillside, Illinois, beerdigt.